# Legio IV Scythica
La Legio IV Scythica (Cuarta legión «escítica») fue una legión romana, reunida por Marco Antonio alrededor del año 42 a. C., para su campaña contra el Imperio Parto, de ahí su otro cognomen, Parthica. La legión todavía se encontraba activa en Siria a principios del siglo V. El símbolo de la legión era un capricornio.

## Historia

### Origen
En sus primeros años, las andanzas de la IIII Scythica son inseguras, aunque es probable que interviniera en la campaña de Marco Antonio contra los partos. El nombre sugiere que luchó contra los escitas. Después de la batalla de Accio y el suicidio de Antonio, Octavio Augusto transfirió la IIII Scythica a la provincia danubiana de Mesia. Está documentada su participación en tareas civiles como la construcción y el mantenimiento de calzadas. En su juventud, el futuro emperador Vespasiano sirvió en esta legión.

### SigloI

Guerra romano-parta (58-60)

Guerra romano-parta (61-63)

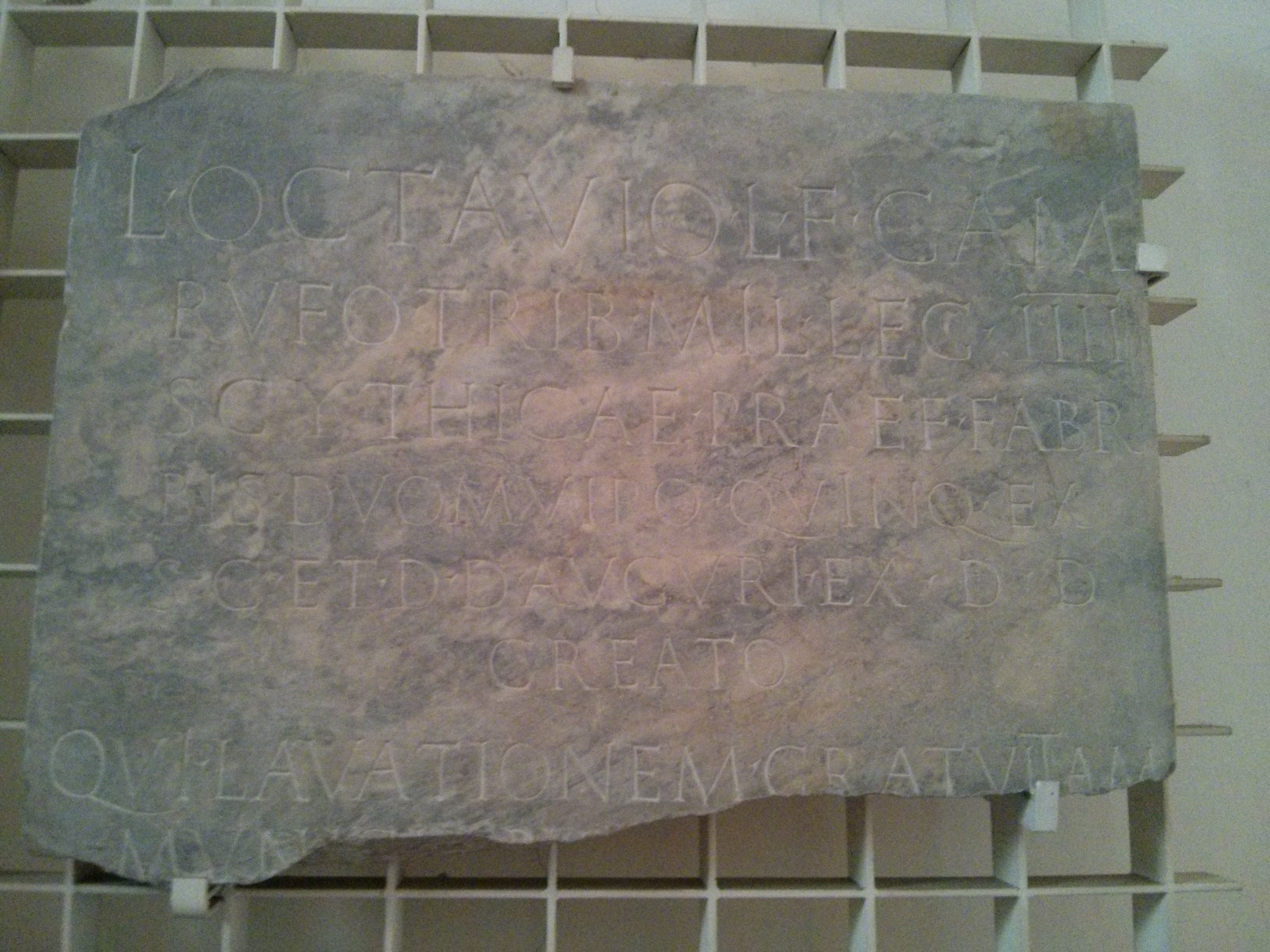
Inscripción del tribunus militum de la IV Scythica Lucio Octavio Rufo, natural de Susas en Italia, quien prestó servicio en la legión bajo Augusto.

Al principio del reinado de Neron la legión fue transferida a Siria, estableciendo su cuartel en la ciudad de Cyrrhus. Inmediatamente después, el rey Vologases I de Partia invadió Armenia, un reino cliente de Roma, en el año 58. Nerón ordenó a Cneo Domicio Corbulón, el nuevo legado de Capadocia, que se encargara de la cuestión. Corbulón inició la campaña con la IIII Scythica, la III Gallica y la VI Ferrata derrotando a los partos y restaurando a Tigranes en el trono armenio. En 62, IIII Scythica y XII Fulminata, lideradas por el nuevo legado de Capadocia, Lucio Junio Cesenio Peto, fueron derrotadas por los partos en la batalla de Rhandeia y forzados a rendirse. Las legiones quedaron cubiertas de vergüenza y trasladadas del teatro de guerra a la ciudad de Zeugma. Esta ciudad sería el campamento base de la IIII Scythica durante más de dos siglos.
En el año 66, Cayo Cestio Galo intentó para sofocar la rebelión de Judea con elementos de esta legión entre otras. Atacó a Jerusalén , pero se vio obligado a abandonar el asedio y sufrió muchas bajas en su retirada. Después quedó protegiendo Siria mientras las demás legiones orientales vencían la guerra. 
En el año de los cuatro emperadores (69), la legión, como el resto del ejército oriental, inmediatamente se puso de parte de Vespasiano. A pesar de su demostrada lealtad, la IIII Scythica no se vio implicada en luchas reales porque no era considerada una legión de alta calidad.

### SigloII
La Legión IIII Scythica participó en todas las campañas del siglo II contra el Imperio parto empezando por la campaña de Trajano en Mesopotamia de 114 a 117. La ciudad fortificada de Artaxata, capital de Armenia fue tomada por la IIII Scythica. 
No hay constancia de que esta unidad tomase parte en la represión de la rebelión judía de Bar Kojba de 132 a 135.
También tomó parte en las campañas de Lucio Vero de 162 a 165, cuando se conquistó gran parte de Mesopotamia e incluso se llegó a tomar Ctesifonte, la capital del Imperio parto.
Entre 181 y 183, Septimio Severo fue el legado de la IIII Scythica, quien después fue emperador basándose principalmente en el poder de sus legiones.
En el año 194, el apoyo al usurpador Pescennius Niger por parte de vasallos partos sirvió como pretexto para la expedición exitosa contra los Partos del nuevo emperador Septimio Severo. Durante la campaña, Adiabene y Osroene quedaron bajo el control romano. La IIII Scythica estaba ahora asignada a la provincia Syria Coele, de nueva creación en 194, que cubría la parte norte de la antigua provincia de Siria.
Para la segunda campaña contra el Imperio Parto de 197 acompañó a las tres nuevas legiones creadas por Septimio Severo. La ofensiva romana no encontró resistencia significativa: la capital parta Ctesifonte fue asaltada a fines de 197 o principios de 198, el rey parto Vologases V había preferido huir. Según Dion Casio, se dijo que se hicieron cien mil prisioneros. Sin embargo, dos intentos contra Hatra, fortaleza importante estratégicamente, fracasaron.

### SigloIII
Una Vexillatio de las legiones XVI Flavia Firma y de la IV Scythica fue estacionada alrededor de 210 en Dura Europos bajo el mando del centurión común Antonio Valentino. Allí construyeron un templo a Mitra y también un anfiteatro en torno a 216
En 219 con su comandante, Gelio Máximo, que se rebeló contra el emperador Heliogábalo y se proclamó a sí mismo emperador, solamente para ser derrotado y ejecutado por Heliogábalo. La legión desaparece entonces temporalmente de los registros (Damnatio memoriae)
La guarnición Zeugma fue completamente destruida por los sasánidas en 252. En 254 la IV Scythica Veleriana Galiena o al menos parte de ella, estaban estacionadas en Zeugma.
Es posible que esta legión participara en las campañas de Alejandro Severo y Odenato contra los sasánidas, a mediados del siglo III.

### SiglosIVyV
Se cree que Diocleciano movió a la "Tropa del Casco" de la legión a Oresa (actual Al-Taybah en Siria), mientras que la mayor parte estaba guarnecida en otro lugar. 
Poco se sabe del destino de la legión a lo largo de la mayor parte del siglo IV. Es posible que haya tomado parte de alguna manera en la campaña del emperador Juliano el Apóstata (360-363) contra los sasánidas en 363, en la que este perdió la vida. Sin embargo, no ha sobrevivido ninguna mención de la legión en dicha campaña. 
A principios del siglo V, la legio quarta Scythica aparece por última vez en la Notitia Dignitatum, al mando del Dux Syriae estacionada con su prefecto en Oresa.